# پیامدهای گردشگری

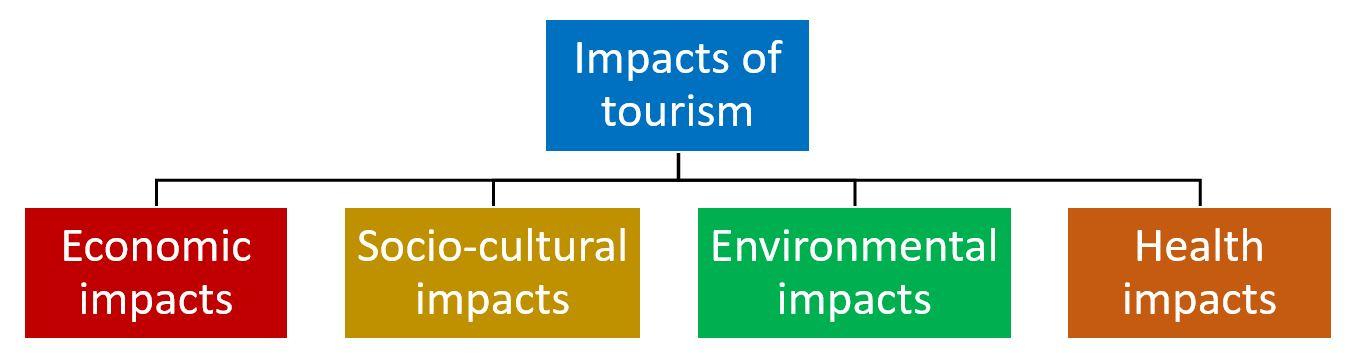
پیامدهای گردشگری

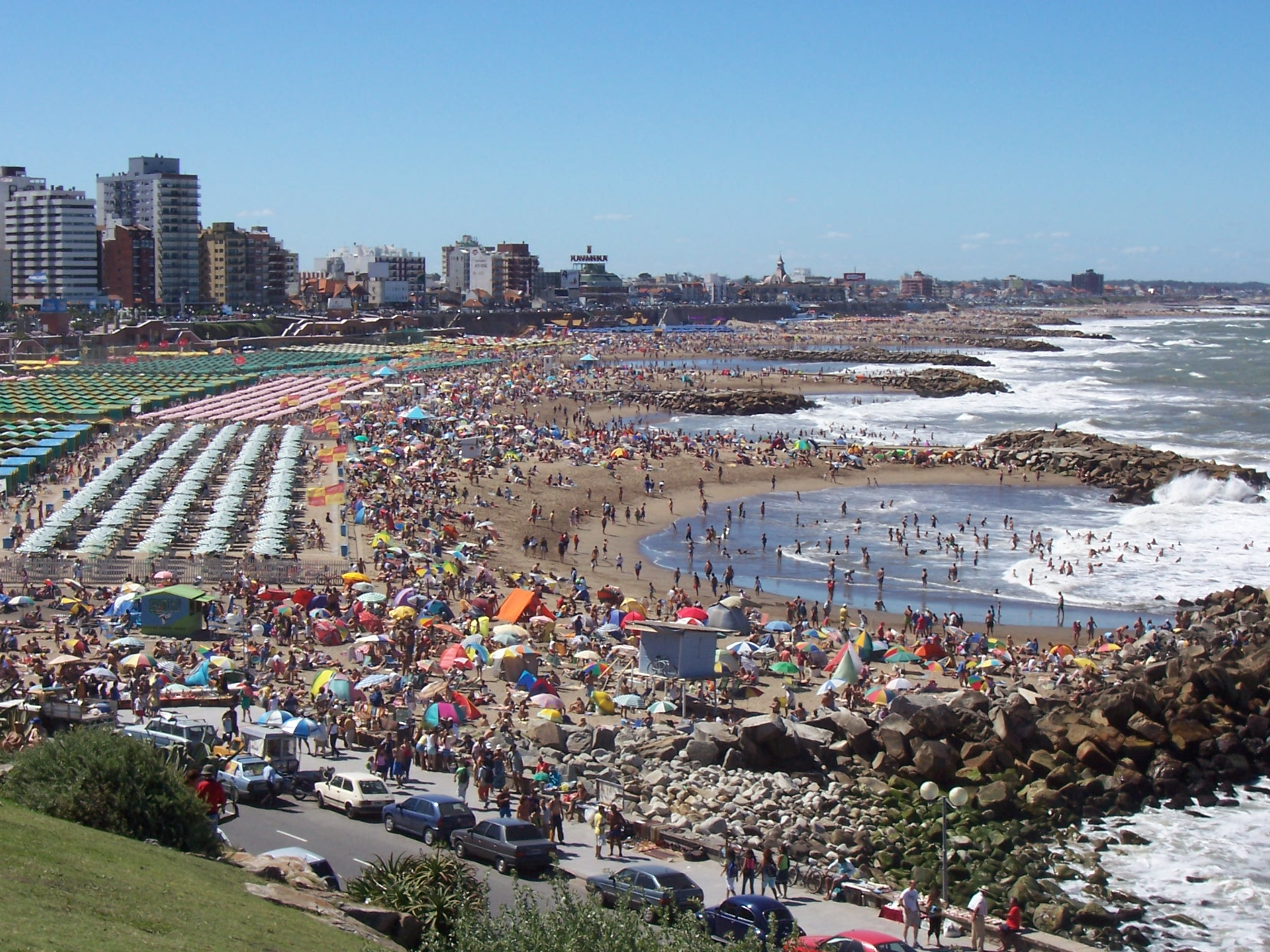
ساحل شلوغ در مار دل پلاتا در فصل تابستان

گردشگری پیامدهای مثبت و منفی بر مقاصد گردشگری دارد. حوزه‌های سنتی توصیف‌شده اثر گردشگری، ابعاد اقتصادی، اجتماعی-فرهنگی و محیطی هستند. پیامدهای اقتصادی گردشگری شامل بهبود درآمد مالیاتی و درآمد شخصی، افزایش استانداردهای زندگی و فرصت‌های شغلی بیشتر است. پیامدهای اجتماعی-فرهنگی با تعامل بین افراد با زمینه‌های فرهنگی، نگرش‌ها و رفتارهای متفاوت و روابط با کالاهای مادی مرتبط است. پیامدهای زیست‌محیطی می‌تواند هم اثر مستقیمی از جمله نابودی زیستگاه، پوشش گیاهی، کیفیت هوا، حجم آب، سطح آب، حیات وحش و تغییر در پدیده‌های طبیعی داشته باشد و هم اثر غیرمستقیم مانند افزایش برداشت منابع طبیعی برای تأمین غذا، و آلودگی آب و هوای غیرمستقیم داشته باشد (از جمله پروازها، حمل‌ونقل، تولید غذا و سوغاتی برای گردشگران).

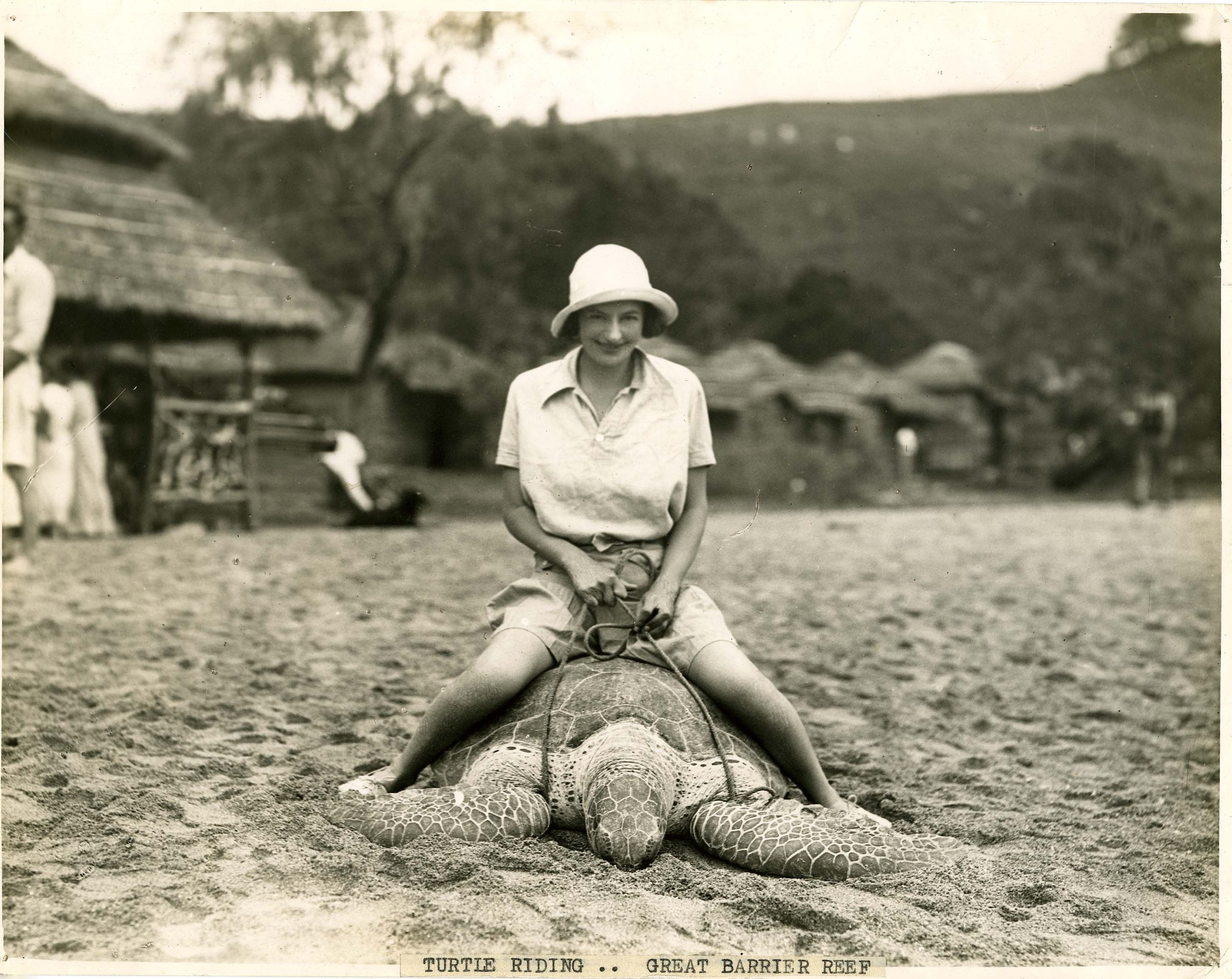
لاک‌پشت‌سواری یک فعالیت توریستی دوست‌داشتنی در دههٔ ۱۹۲۰ و ۱۹۳۰ میلادی بود.